# Albrecht Digeon von Monteton
Albrecht Baron Digeon von Monteton (Bernburg, 8 december 1887 - Riga, 3 februari 1946) was een Duitse officier en Generalleutnant tijdens de Tweede Wereldoorlog. Hij werd in 1946 als oorlogsmisdadiger terechtgesteld.

## Leven

### Familie
Op 8 december 1887 werd Albrecht Baron Digeon von Monteton als zoon van de Generalleutnant Anton Baron Digeon von Monteton in Bernburg geboren, net zoals zijn jongere broer Constantin Baron Digeon von Monteton. Zijn grootvader was officier en schrijver Otto Baron Digeon von Monteton, zijn achter-oudoom was ook officier en politicus Friedrich Baron Digeon von Monteton.
Op 1 oktober 1911 trad von Monteton als Einjährig-Freiwilliger  (eenjarige vrijwilliger) in dienst van het Pruisische leger. Hij werd bij het Niedersächsisches Feldartillerie-Regiment Nr. 46 geplaatst. In 1912 besloot hij om een carrière als officier te volgen, en werd op 19 juni 1912 tot Fähnrich bevorderd. Na het volgen van een opleiding aan de militaire school, werd hij op 18 februari 1913 (met Patent van 22 februari 1911) bij het Niedersächsisches Feldartillerie-Regiment Nr. 46 tot Leutnant bevorderd. Als zodanig werd hij nu als batterijofficier in zijn regiment gebruikt.

### Eerste Wereldoorlog
Tijdens de uitbraak van de Eerste Wereldoorlog, werd von Monteton aan het front ingezet. Midden september 1914 raakte hij gewond. Na zijn genezing, werd hij in het voorjaar van 1915 bij het reserveonderdeel van zijn regiment geplaatst. In mei 1915 was hij weer terug bij het Niedersächsisches Feldartillerie-Regiment Nr. 46. Midden mei 1915 werd hij tot adjudant van de 1e afdeling van zijn regiment benoemd. Als gevolg van zijn nieuwe functie, werd hij op 6 juni 1916 tot Oberleutnant bevorderd. Vanaf juli 1916 werd hij als batterijcommandant in zijn regiment ingezet. Begin augustus 1916 werd von Monteton als tweede adjudant naar de staf van de 20e Infanteriedivisie overgeplaatst. Vanaf januari 1917 werd hij als ordonnansofficier ingezet. In augustus 1917 werd hij in de Generale Staf van de 20e Infanteriedivisie geplaatst. In december 1918 werd hij na een paar weken bij zijn 'oude' regiment, als adjudant bij de 20. Feldartillerie-Brigade ingezet.

### Interbellum
In het voorjaar van 1919, werd von Monteton als Oberleutnant in de Reichswehr opgenomen. Daarbij werd hij als adjudant bij de bevelhebber van de artillerie van de Reichswehr-Brigade 10. geplaatst. Vanaf de herfst van 1919, werd hij ook als ordonnansofficier ingezet. Begin mei 1920 werd von Monteton in het Reiter-Regiment 13 geplaatst. Deze eenheid behoorde in het voorjaar van 1920 ook tot het 200.000 man sterke overgangsleger. Bij het opbouwen van het 100.000 man sterke Reichsheer van de Reichswehr, werd hij in het 13. (Preuß.) Reiter-Regiment opgenomen. Op 1 oktober 1921 werd von Monteton aan de Führergehilfenausbildung van de staf van de 5. Division der Reichswehr naar Stuttgart overgeplaatst. Op 1 maart 1923 werd hij tot Rittmeister bevorderd. Als zodanig werd hij in het voorjaar van 1924, bij het 1e eskadron van het 13. (Preuß.) Reiter-Regiment in Hannover geplaatst. In het voorjaar van 1925, werd hij bij de regimentsstaf van het 13. (Preuß.) Reiter-Regiment in Hannover ingezet. In de herfst van 1925, werd von Monteton als chef van het 4e eskadron in Lyck geplaatst. Op 1 maart 1929 werd von Monteton als chef van het opleidingseskadron van het 13. (Preuß.) Reiter-Regiment weer naar Hannover teruggeplaatst. Op 1 februari 1931 werd hij dan in het 4e eskadron van het 13. (Preuß.) Reiter-Regiment geplaatst, en daarmee was hij ook garnizoenscommandant van de stad Lüneburg. In 1932 behoorde hij ook tot de regimentsstaf van 13. (Preuß.) Reiter-Regiment in Hannover. Op 1 juni 1933 werd von Monteton tot Major bevorderd. Als zodanig werd hij op 1 oktober 1933 naar het Reichswehrministerium (RWM) (ministerie van Defensie) in Berlijn overgeplaatst. Bij de uitbreiding van de eenheden van de Reichswehr naar de Wehrmacht op 1 oktober 1934, werd von Monteton in de staf de Heeresdienststelle Kassel geplaatst. In het voorjaar van 1935 werd de staf bekendgemaakt, en behoorde hij tot de Generale Staf van het Generalkommando IX. Armeekorps  (9e Legerkorps) in Kassel. Op 1 januari 1936 werd von Monteton tot Oberstleutnant bevorderd. Op 6 oktober 1936 werd hij tot commandant van de 1e afdeling van de 15e Cavalerieregiment in Neuhaus (Kreis Paderborn) benoemd. Op 1 maart 1938 werd von Monteton als opvolger van de Oberst Edwin von Rothkirch und Trach tot commandant van het 15e Cavalerieregiment in Paderborn benoemd. Als gevolg van de nieuwe functie, werd von Monteton op 1 juni 1938 tot Oberst bevorderd. Hij behield dit commando over het regiment tot de mobilisatie voor de Tweede Wereldoorlog in de zomer van 1939, en later tot de ontbinding van het regiment. Op 26 augustus 1939 werd von Monteton tot commandant van het 167e Infanterieregiment van de 86e Infanteriedivisie benoemd. Met zijn regiment nam hij na de opstelling voor het eerst posities in de Eifel in.

### Tweede Wereldoorlog
In het voorjaar van 1940 voerde hij zijn regiment aan tijdens de Slag om Frankrijk. Daarna bleef hij met zijn regiment als bezettingsmacht in Frankrijk. In de zomer van 1941 werd zijn eenheid naar Oostfront verplaatst. Daar voerde hij het 167e Infanterieregiment tijdens gevechten in de middelste sector van het front aan. Von Monteton was inmiddels al met beide klassen van het Herhalingsgesp bij IJzeren Kruis 1939 onderscheiden. Voor het leidinggeven over het regiment werd hij op 2 januari 1942 met het Duitse Kruis in goud onderscheiden. Op 1 april 1942 werd hij tot Generalmajor bevorderd. Van april tot mei 1942 was hij commandant van de 206. Infanterie-Division  (206e Infanteriedivisie). Als gevolg van zijn bevordering moest hij zijn commando over het regiment afgeven, en werd in het Führerreserve geplaatst. Op 10 mei 1942 was hij voor twee maanden met de leiding over de 342e Infanteriedivisie belast. Ook deze eenheid bevond zich in de middelste sector van het front en was ingezet. Begin juli 1942 gaf von Monteton het commando weer over aan de Generalmajor Paul Hofmann. Op 10 september 1942 werd hij tot commandant van het nieuw opgerichte 391. Feld-Ausbildungs-Division benoemd. Hij voerde deze eenheid in Centraal-Rusland rond het gebied van Vitebsk aan. Op 1 juni 1943 werd von Monteton tot Generalleutnant bevorderd. In maart 1944 werd zijn divisie ontbonden, en hij werd meteen tot commandant van de 391. Sicherungs-Division  (391e Beveiligingsdivisie z.b.V.) benoemd. Begin september 1944 droeg hij zijn commando weer over, en werd tot commandant van de 52. Sicherungs-Division  (52e Beveiligingsdivisie) benoemd. Op 1 oktober 1944 werd von Monteton tot commandant van Libau benoemd. 

## Krijgsgevangenschap, proces en terechtstelling[8]
Aan het einde van oorlog raakte hij in Russische krijgsgevangenschap. Von Monteton werd door een Russische militaire rechtbank van het Baltisch militair district aangeklaagd, en werd op 3 februari 1946 tot de dood veroordeeld. In het bijzijn van meerdere duizenden toeschouwers werd hij nog dezelfde dag in Riga in de nabijheid van de Westelijke Dvina in het openbaar opgehangen. Hij werd samen met SS-Obergruppenführer Friedrich Jeckeln, Generalleutnant Siegfried Ruff, Generalleutnant Wolfgang von Ditfurth, Generalmajor Bronislaw Pawel, Generalmajor Friedrich Werther en Generalmajor Hans Küpper geëxecuteerd. Volgens andere bronnen werd Wolfgang von Ditfurth niet opgehangen, maar in plaats daarvan werd SA-Standartenführer Alexander Becking opgehangen.

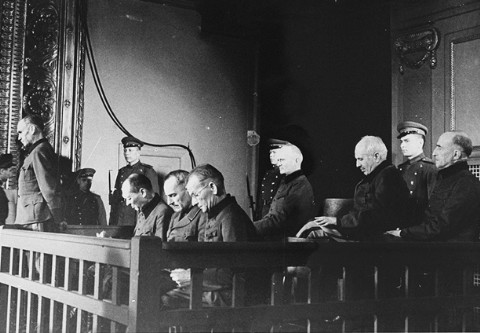
Albrecht Baron Digeon von Monteton in de beklaagdenbank (achterste rij, 2e van rechts), 1946.

## Militaire carrière
- Generalleutnant: 1 juni 1943[1][10][11]
- Generalmajor: 1 april 1942[1][10][11]
- Oberst: 1 juni 1938[1][10]
- Oberstleutnant: 1 januari 1936[1][10]
- Major: 1 juni 1933[1][10]
- Rittmeister: 1 maart 1923[1][10]
- Oberleutnant: 6 juni 1916[1][10]
- Leutnant: 18 februari 1913[1](met Patent van 22 februari 1911)[10]
- Fähnrich: 19 juni 1912[1][10]
- Fahnenjunker: 15 april 1912[1]
- Einjährig-Freiwilliger  (Eenjarige vrijwilliger): 1 oktober 1911[10]

## Onderscheidingen
- Duits Kruis in goud op 2 januari 1942 als Oberst en Commandant van het 67e Infanterieregiment[1][12][11][10]
- IJzeren Kruis 1914, 1e Klasse en 2e Klasse[1][10]
- Herhalingsgesp bij IJzeren Kruis 1939, 1e Klasse en 2e Klasse[10]
- Gewondeninsigne 1918 in zwart[1][10]
- Erekruis voor Frontstrijders in de Wereldoorlog[1]
- Kruis voor Militaire Verdienste (Brunswijk), 1e Klasse en 2e Klasse[1]
- Frederikskruis|[1]
- Medaille Winterschlacht im Osten 1941/42[1]
- Dienstonderscheiding van Leger en Marine, 1e Klasse (25 dienstjaren)[1]
- Mouwband Kurland